# Alois Rodlauer
Alois Rodlauer (Urfahr, 1897. július 15. – 1975. április 26.) az Osztrák–Magyar Monarchia 5 légi győzelmet arató ászpilótája volt az első világháborúban. 

## Élete
Alois Rodlauer 1897. július 15-én született a Linz melletti Urfahr városában (ma Linz városrésze). 1915-ben hívták be a hadseregbe, ahol a 12. gyalogezredben szolgált. Kiváló teljesítményéért 1917. február 1-én tartalékos hadnaggyá léptették elő. 1917 júliusában a repülőkhöz illetve a légierőhöz került és az Újvidéken állomásozó 1. repülőpótszázadnál elvégezte a pilótatanfolyamot. December 20-án megkapta pilótaigazolványát, majd rögtön továbbküldték vadásztanfolyamra. Ennek befejezése után, 1918. március 17-én került 60. vadászrepülő-századhoz, amelynek a Piave völgyében, Feltre repülőterén volt a bázisa. Március 27-én Aviatik D.I gépének motorhibája miatt Marter mellett balesetet szenvedett és egy hónapig kórházban volt. A 60. századnál töltött ideje alatt három légigyőzelmet aratott, ám ezek részletei nem ismertek. 
1918. július 18-án átvezényelték a Ludwig Purm százados parancsnoksága alatt lévő 9. repülőszázadhoz Ospedalettóba. Itteni feladata elsősorban a felderítőgépek védelmére szorítkozott. A Flik 9-nél újabb két légi győzelmet ért el, ám ezek pontos adatai sem állnak rendelkezésre, csak annyit tudni, hogy a háború utolsó két hetében aratta őket. Október végén egy légiharc során gépe megrongálódott és kényszerleszállást hajtott végre és maga Rodlauer is súlyos sérüléseket szenvedett. A háború vége a kórházban érte. 
A világháború után egy linzi, elektromos felszereléseket forgalmazó cég munkatársa volt. 1939-ben a német Luftwaffe tisztje lett. Belgrádi összekötőként szolgált, 1945-ben őrnagyi rangban esett amerikai fogságba. 
Élete további részletei nem ismertek. 1975. április 26-án halt meg, 78 éves korában. 

## Kitüntetései
- Vaskoronarend III. osztály a hadidíszítménnyel és kardokkal
- Katonai Érdemkereszt III. osztály hadidíszítménnyel és kardokkal
- Ezüst Vitézségi Érem I. osztály
- Bronz Vitézségi Érem
- Károly-csapatkereszt
- Harcos Érdemérem (Poroszország)

## Győzelmei
| Sorszám | Dátum | Egység           | Repülőgép   | Ellenfél   |
| ------- | ----- | ---------------- | ----------- | ---------- |
| 1       | 1918. | 60. vadászszázad | Avaitik D.I | Ismeretlen |
| 2       | 1918. | 60. vadászszázad | -           | Ismeretlen |
| 3       | 1918. | 60. vadászszázad | -           | Ismeretlen |
| 4       | 1918. | 9. vadászszázad  | -           | Ismeretlen |
| 5       | 1918. | 9. vadászszázad  | -           | Ismeretlen |